# 高橋久美子 (作曲家)
高橋 久美子（たかはし くみこ、1965年（昭和40年）9月4日 - ）は、日本の作曲家。西洋音楽を背景としながらも主に邦楽器を使用した作品が多い。日本音楽集団団員、作曲家グループ＜邦楽2010＞代表。

## 経歴
1965年、東京都豊島区池袋にて医学博士 高橋健一の三女として生まれる。2才より音楽教室でエレクトーンを習い始めるが、小学校中学年の頃にピアノに転向。武蔵野音楽大学音楽教育学科卒業（ピアノ専攻）、ピアノを高橋誠、宮津邦彦に師事。在学中より作曲を田辺恒弥に師事。卒業後10年程は音楽教室の講師をしながら演奏、作曲活動をしていたが、2000年にニューヨークでの舞台「Buto Zen Performance & Zen Sound with Bamboo Flute」の音楽を担当することで、はじめて日本の音楽を意識するようになり、その後の作曲活動に邦楽器は大きな影響を及ぼすことになった。
2010年には邦楽器を扱う洋楽出身のグループ「作曲家グループ邦楽＜2010＞」を石井由希子、川崎絵都夫、佐藤容子、前田智子、マーティン・リーガン、溝入敬三とともに設立。2015年より自らがプロデュースするジャンルもレーベルも超えたCDシリーズ「Crossroads」を発表中。

## 主な作品
- 光咲む刻（ひかりえむとき）
- 中空砧による箏協奏曲〜五段砧の変容〜
- 樹（第1回国際尺八コンクール課題曲）
- 箏協奏曲みだれ
- 氷霜〜独奏尺八のための〜
- 「秋風の曲」主題による箏四重奏曲
- オラショ考—さんじゅあん様のうた
- オリエンタル・ノスタルジー
- 月虹の中で
- 溶〜尺八独奏のための〜
- 楽琵琶とマンドリンのための「緒合わせ」
- 「織」箏と伽耶琴のための
- 邦楽落語　愛宕山
- 阿字考

## 主な収録CD
- Crossroads vol.1 箏曲を繋ぐ「作曲家 高橋久美子×箏曲家 野坂操壽」（邦楽ジャーナル）
- Crossroads vol.2 いろはにほへと-日本語(ことば)と邦楽器「作曲家 高橋久美子×声楽家 青山恵子」（コジマ録音）
- Crossroads vol.3 解体新譜「作曲家 高橋久美子×尺八考」（邦楽ジャーナル）

## 受賞歴
- 2007年　第1回牧野由多可　作曲コンクール　佳作
- 2018年　CD「Crossroads vol.3 解体新譜「作曲家 高橋久美子×尺八考」において平成30年度（第73回）文化庁芸術祭　レコード部門優秀賞